# Võhma (Lääneranna)
Koordinaten: 58° 43′ N, 24° 5′ O
Võhma (deutsch Wöhma) ist ein Dorf (estnisch küla) in der Landgemeinde Lääneranna im Kreis Pärnu (bis 2017: Landgemeinde Lihula im Kreis Lääne) in Estland.

## Beschreibung und Geschichte
Der Ort hat 23 Einwohner (Stand 31. Dezember 2011). Er liegt 39 Kilometer südöstlich von Haapsalu.
Nördlich von Võhma fließt der Fluss Vigala (Vigala jõgi) in den Fluss Kasari (Kasari jõgi).
Bei der kommunalen Gebietsreform 1977 wurde das nordwestlich gelegene Dorf Uluste nach Võhma eingemeindet. Dort wurde 1890 der spätere Politiker Jüri Uluots geboren. Er war ab 1939 Ministerpräsident der Republik Estland.